# Oussama Rahbani
 (février 2018).
Si vous disposez d'ouvrages ou d'articles de référence ou si vous connaissez des sites web de qualité traitant du thème abordé ici, merci de compléter l'article en donnant les références utiles à sa vérifiabilité et en les liant à la section « Notes et références ».
Oussama Rahbani, né le 9 décembre 1965 à Beyrouth, est un musicien et compositeur libanais.
Il est le fils du compositeur, musicien et poète Mansour Rahbani.

## Biographie

### Jeunesse et formation
Oussama Rahbani a été scolarisé au collège des Frères Maristes Champville jusqu’en 1973, puis au collège des Apôtres à Jounieh jusqu’en 1982, et finalement à Kaslik où il obtient son baccalauréat. Il a ensuite étudié l’histoire à l’Université libanaise.
Il a commencé les cours de piano dès le plus jeune âge et a suivi des cours de musique au Berklee College of Music entre 1990 et 1995. Sa musique montre des influences de son frère Marwan Rahbani et de son cousin Ziad Rahbani ; musique classique et jazz. La formation en musique classique d’Oussama Al Rahbani s’est effectuée aux côtés de Bechara El Khoury, Marwan Rahbani et Ghadi Rahbani.

### Carrière
Entre 1978 et 1980, il est chef de chœur de la chorale des jeunes à l’église Saint-Élie à Antélias. Entre 1982 et 1986, il se produit en tant que musicien avec les frères Rahbani ainsi que dans le spectacle Bonjour Beyrouth de Marwan et Ghadi Rahbani. Ce spectacle a fait le tour de nombreux pays arabes. En 1986, il fonde le groupe Jazz Gate. L'année suivante, il se produit au Festival International de Byblos, puis au Casino du Liban en 1989.
En 1988, il entame la composition de comptines enfantines pour un programme télévisé produit par Ghadi et Marwan Rahbani. Ultérieurement, il compose Helm Laylit el Sharq pour le groupe de danse libanais Caracalla. Il a aussi composé la musique de la pièce de théâtre Carambole dirigée par Roger Assaf.
Il participe en 1993 à la comédie musicale Al Wassiya par Mansour Rahbani en tant que compositeur et conducteur, ainsi qu'à Al Inqilab par Marwan et Ghadi Rahbani, dans laquelle il est également acteur.
En 1997, il sort un album intitulé Al Nizam Al Jadid et compose la bande originale de la série Al Wasaj de Najdat Anzour. En 1998, il compose la musique pour la comédie Les Derniers Jours de Socrate de Mansour Rahbani, et en 2000, la musique pour Wa Kama Fil Yawm Al Taleth écrit également par Mansour Rahbani. Il a aussi participé à une orchestration moderne de la Messe Maronite de Mansour Rahbani et a sorti son propre album Bi Sabah el Alf el Talet.
En 2001, il prend part, en tant que compositeur et conducteur, à la comédie musicale Abou Tayeb al Mutanabi de Mansour Rahbani et produit le concert Nuit Russe au Liban avec l’Orchestre philharmonique de Saint-Pétersbourg dirigé par Nicolai Alexyev. En 2003, il assiste la composition de la musique de Moulouk al Tawaef, une comédie musicale par Mansour Rahbani. En 2004, il écrit une adaptation de Roméo et Juliette en arabe intitulée Akher Yom avec une chorégraphie de Debbie Allen et il compose aussi la musique d'une autre comédie musicale de Mansour Rahbani : Hekm el Reayen.
De 2004 à 2007, il est juge dans le programme de téléréalité Star Academy produit par LBC, donnant des leçons de culture musicale aux candidats. En 2005, il compose, orchestre et produit Gebran wel Nabi, une adaptation du Prophète de Gibran Khalil Gibran. La comédie musicale est jouée au Festival International de Byblos, puis au Forum de Beyrouth. En 2007, il est compositeur de Zenobia, comédie musicale de Mansour Rahbani, suivie par Le Retour du Phénix, jouée au Festival International de Byblos, au Casino du Liban et à Dubaï. En 2009, il exécute un remake de la comédie musicale Sayf 840 de Mansour Rahbani, aux côtés de Ghadi et Marwan Rahbani. Elle est jouée au Festival de Byblos et au Casino du Liban.
Il compose, produit et orchestre l’album La Bidayi w La Nihayi avec Hiba Tawaji en 2011. Ils collaborent ensemble depuis 2007 et ont sorti deux albums. Il a composé aussi la musique pour la comédie musicale Don Quixote de Marwan et Ghadi Rahbani et participé au festival Ehdiniyat ainsi qu’une performance au Palais des Congrès libanais avec Hiba Tawaji et Wadih Abi Raad.
Il est également connu pour avoir écrit des chansons pour un certain nombre d'artistes, produit des vidéos musicales et un grand nombre de publicités et de jingles pour diverses entités commerciales et culturelles, ainsi que pour des campagnes de sensibilisation et des associations caritatives.